# Pier Angelo Manzolli
Pier-Angelo Manzolli, di Stellata, ou, par anagramme de son nom Marcellus Palingenius Stellatus (né à La Stellata, près de Ferrare entre 1500 et 1503 et mort en ce même lieu vers 1543), dit aussi Marcello Stellato, est un médecin, poète et philosophe italien de la Renaissance dont la seule œuvre connue est un poème latin en douze livres du nom de Zodiacus Vitae.

## Biographie
II n'est pas sûr qu'il ait été médecin d'Hercule II de Ferrare, auquel il dédia, après 1534 (Venise, 1536, Bâle 1537 et 1543) un poème latin composé, à en juger par les allusions historiques, quelques années auparavant. Ce poème est intitulé Zodiacus vitæ, et les douze chants dont il se compose portent le nom des douze signes du zodiaque, « parce que la vie, guidée par la science, resplendit comme le soleil traversant les douze demeures du ciel ». C'est une œuvre philosophique et didactique où l'auteur essaye de conduire l'humanité au bonheur par la science. Il y expose assez confusément la métaphysique, la morale, la cosmologie, etc.
Dans les digressions, qui sont nombreuses et fréquemment satiriques, il s'en prend aux humanistes pédants, aux prélats efféminés, au pape et à Luther. L'œuvre n'est pas seulement curieuse par des tableaux pris sur le vif, mais aussi par l'état d'esprit qu'elle révèle et qui était fréquent à cette époque de transition, à des idées hardies, à de généreuses aspirations se mêlent des superstitions étranges : Manzolli croit à l'astrologie, à la magie, aux démons enfermés dans des bouteilles, etc.
La peinture qu'il fait de Satan et de sa cour semble viser la cour de Rome et ses cardinaux, rappelant quelques-uns des plus étranges tableaux de Dante. Pour Philarète Chasles (Op. Cit.), cette bravade de l'autorité papale a participé avec les doctrines de Socin, les interpellations de Dante et les railleries de Boccace à préparer l'avènement de la philosophie moderne. Le poème vaut aussi pour son témoignage éclairé sur son temps. Par exemple, dans la partie consacrée au Verseau, Manzolli fait d'intéressantes remarques sur l'utilisation de la vapeur, dans les parties consacrées au Verseau et aux Poissons, il nous renseigne sur l'état de l'astronomie astrologique selon le système de Ptolémée.
Son poème, publié à Venise en 1536, sous le titre Zodiacus vitae pulcherrimum opus atque utilissimum, puis à Bâle en 1537, sous le titre Zodiacus vitae, hoc est, de hominis vita, studio, ac moribus optime instituendis libri duodecim, et également, pour sa 3e édition, en 1543, eut assez peu de succès en Italie, mais il fut très lu à l'étranger et traduit en plusieurs langues. En Italie, en revanche, le poème lui attira un grand nombre d'ennemis. L'Inquisition, s'avisant un peu tard des hardiesses qu'il contenait, fit déterrer et brûler les restes de l'auteur en 1549. Quant à l'ouvrage, il fut mis à l'Index librorum prohibitorum par le Vatican au nombre des livres hérétiques de première classe. Au XVIIIe siècle encore, on considérait que l'ouvrage contenait « des maximes si dangereuses pour la conduite des mœurs, des descriptions si nuisibles, des portraits si obscènes. »,
Il parut une imitation du Zodiacus vitæ en vers français par de Rivière sous le titre Le Zodiaque poétique ou la philosophie de la vie humaine (Paris, 1619) et une traduction en prose par de la Monnerie : Le Zodiaque de la Vie, ou Préceptes pour diriger la Conduite & les Mœurs des Hommes. Traduit du Poème Latin de Marcel Palingène, célèbre Poète de la Stellada. Par Mr. de la Monnerie. (La Haye, 1731).

### Œuvres
- (la + fr) Palingène (Pier-Angelo Manzolli, dit Marzello Palingenio Stellato, Marcellus Palingenius Stellatus), Le Zodiaque de la vie (Zodiacus Vitae, 1534), texte latin établi, traduit et annoté par Jacques Chomarat, Genève, Librairie Droz S.A. avec le concours du CNRS, 1996, 529 p.

### Études
- A. Jeanroy, Pier-Angelo Manzolli in La Grande Encyclopédie, XXII, p. 1197.
- Philarète Chasles, Études sur les premiers temps du christianisme et sur le Moyen Âge (1847), p. 335 & ss.
- Eugenio Garin, Le Zodiaque de la vie. Polémiques anti-astrologiques à la Renaissance (1976), trad., Les Belles Lettres, 1991, 173 p.
- Peter Nahon, «De Marcelli Palingenii Stellati carmine, anno 1534 vulgato, quod 'Zodiacus vitæ' inscribitur», Melissa, Folia perenni Latinitati dicata 210, 2019, 11-14.